# Rafadan Tayfa
Rafadan Tayfa ist eine türkische Animationsserie von İsmail Fidan, die seit 2014 auf dem  türkischen Fernsehsender TRT Çocuk ausgestrahlt wird.

## Handlung
Die Geschichte besteht aus den Abenteuern einer Gruppe von Freunden namens "Rafadan Tayfa". Sie spiegelt das Nachbarschaftsleben der 80er Jahre und die aufrichtigen menschlichen Beziehungen wider. 

## Synchronisation
| Rolle                    | Originalsprecher            |
| ------------------------ | --------------------------- |
| Şabril Fırıldak          | Bürent Kayabaş              |
| Akın                     | Zeynep Şirin Çetinel Giobbi |
| Kamil                    | Yağmur Sergen               |
| Hayri, Rüstem Abi, Yumak | Levent Kol                  |
| Mert                     | Hakan Coşar                 |
| Sevim                    | Seçil Akıncılar             |
| Hale                     | Emine Sergen Kazbek         |
| Basri Amca               | Nusret Çetinel              |
| Fatma Nine               | Pervin Ünalp                |
| Sadettin Usta            | Bülent Yıldıran             |

## Veröffentlichung
Die Serie erschien am 1. Dezember 2014 auf TRT Çocuk (Türkei).

### Kinofilme
Aktuell existieren 2 Kinofilme:
- 2018: Rafadan Tayfa: Dehliz Macerası
- 2019: Rafadan Tayfa: Göbeklitepe